# マクラーレン・MP4/3
マクラーレン・MP4/3 (McLaren MP4/3) は、マクラーレンが1987年のF1世界選手権参戦用に開発したフォーミュラ1カーで、スティーブ・ニコルズが設計した。1987年シーズンの開幕戦から最終戦まで使用された。

## 概要
MP4/3の前モデルであるMP4/2は、1984年から1986年まで3年連続でドライバーズタイトルを獲得し、1984年と1985年にコンストラクターズタイトルを獲得した。MP4/2を設計したジョン・バーナードが1986年のシーズン中にチームを去ったあと、マクラーレンのロン・デニスは1987年用のマシン設計チームのリーダーをスティーブ・ニコルズに任せた。一方でデニスは、バーナードが移籍の動きを見せていた1986年シーズン初頭からブラバムのゴードン・マレーに移籍加入の打診をしており、1986年12月からマレーは17年間いたブラバムを離れてマクラーレンのテクニカル・ディレクターに就任、MP4/3の開発・改良に加わった。マレーによると「MP4/2Cから全面変更するのではなく、シャシーを継続発展させることを選んだのは正しかったと信じている。そうは言っても、みんながMP4/3を見て思っているよりかなり多くのことを変更している。空力面での改善は少なくないはずだ。」「1987シーズンが始まってみると、MP4/3の最大の弱点はリヤのトラクションが弱い事だった。つまり、車体が生み出すダウンフォースが後部に行くほど少なかった。7月以降はたくさんテストをして新開発のテンポは早まったけど、我々はホンダエンジンの敵になれなかった。特に予選ではね。」と述べ、ライバルのホンダエンジン、特にウィリアムズ・ホンダを「立派だ」と称えるシーズンになってしまった。
MP4/3は前年までに引き続き、TAGのバッジネームを付けたポルシェ製のV6・1500cc、KKK製ツインターボエンジンを搭載した（この年からホンダエンジンを搭載するプランもあったが、ホンダ側の供給事情と契約タイミングが合わなかったことで実現しなかった ※後述）。MP4/2に対しての外見上の大きな違いには、ヘッドレスト後方のボディカウルが絞られたこと、ラジエーターのエアアウトレットがサイドポットの側面へと移された。

## 1987年シーズン
MP4/3は開幕戦ブラジルGPでアラン・プロストが勝利を挙げると、第3戦ベルギーGPでもプロストが優勝し、ヨハンソンとの1-2フィニッシュを決めた。しかしその後はホンダエンジンを搭載するウィリアムズ優勢のレースが続き、3勝目を挙げたのは第12戦ポルトガルGPだった。この勝利はプロストにとってF1通算28勝目であり、当時ジャッキー・スチュワートが持っていたF1の最多勝記録を更新するものであった。この勝利はMP4/3にとっての最後の勝利であり、1987年をもって撤退したTAGエンジンにとっても最後の優勝となった。
予選での最高位はプロストによる2位（フランスGP/日本GP/オーストラリアGP）で、マクラーレンとしては1983年以来4年ぶりにポールポジションの獲得が無いシーズンとなった。

### シャシーセッティング
MP4/3はシャシーセッティングにデリケートな面を持ち、リアのグリップ不足がシーズンを通して問題となった。同年にテクニカルディレクターを務めたゴードン・マレーによると、MP4/3の弱点であるリアのトラクション不足を補うため、多くの場合なるべく少ない燃料で挑む予選タイムアタック時にあえて燃料を多く積み、マシンを重くすることでリアタイヤのトラクションを増加させるしか解決方法が無かった、と証言している。
プロストは路面がバンピーなハンガロリンクの予選初日に大苦戦した。ここではリアウィングに通常よりハイダウンフォース仕様のダブル・デッカーウィングにしていたが効果が無く、「ここまでひどい症状は初めてだ。イモラでも少し出た症状だけど、リアが飛び跳ねて不安定そのものだ。このマシンでストレートをアクセル全開にするのは怖い。命を捨てるようなものだよ、もし雨が降ってきたら僕はストップするから。」とマシンの窮状を訴えた。チームメイトのヨハンソンも「このマシンは非常に正確なセッティングをドライバーに要求する。うまくはまれば素晴らしいハンドリングになる。逆に、走行データの少ないコースでは大変な部分もある。セッティングのスイートスポットは狭いのでテスト走行の蓄積が重要だ。」と述べている。第11戦イタリアGPでリアサスペンションのセットを根本から変更し、リアの挙動はやや安定した。第13戦スペインGPでもリアのグリップ不足対策としてリアサスペンションのスプリングセッティングを大きく変更した結果プロストが2位、ヨハンソンが3位とダブル表彰台を獲得し、スムーズなハイグリップ路面である鈴鹿で行われた第15戦日本GPでもヨハンソンが最終ラップまで2位を走行しての3位表彰台、プロストが予選2位とファステストラップを獲得など、グリップ対策の結果戦闘力の向上が見られた。しかしバンピーな路面ではリアのグリップ不足が再発し、市街地コースでの開催だった最終戦オーストラリアGPでは、プロストは金曜日の予選1日目だけで4度のスピンを喫した。

### エンジン関連
MP4/3ではエンジン関連のトラブルが序盤からあり、第2戦サンマリノGPではスペアマシンを含めた3台のエンジンすべてにトラブルが発生した。これは極端に薄い混合比を試しTAGの電子制御プログラムを書き換えた結果発生したもので、ロン・デニスも「手を加えたのが裏目に出た」と失敗を認めた。第8戦ドイツGPでニューエンジンが投入され、プロストが2台のウィリアムズ・ホンダを抑えトップスピードを記録、しかしミス・ファイアの発生も多く、第9戦ハンガリーGPではレース序盤からプロストはミス・ファイアの出続けるエンジンと苦闘し続けていた。ミス・ファイアの問題は第13戦スペインGPでもプロストを苦しめており、MP4/3の持病と化していた。プロストは「3速と4速でひどく症状が出て、5速の1万1000回転付近でもミス・ファイアする。時には完全にエンジンが止まってしまっている瞬間もある」と述べている。第11戦イタリアGPでは、事前のイモラ・テストで試した新仕様エンジンを投入するも、エンジンのピックアップコイルの不調が続発、序盤10周目にしてプロストのエンジンスロットル開度のセンサにトラブルが発生し長時間のピットイン作業を強いられ、最下位での完走（15位）、ヨハンソンもエンジン・レブリミッタートラブルで全開にならないエンジンを抱え表彰台を逃すなどトラブルが多発した。またこのモンツァでのGP開催中にマクラーレンはTAGポルシェエンジンとの契約を終了して翌年からホンダエンジンを搭載することを発表していた。
標高3,000mの高地で行われる第14戦メキシコGPでも3台のMP4/3のエンジンすべてにトラブルが発生、高地の薄い空気でターボラグの症状が極端に大きくなり、積み替えたエンジンでもヨハンソンのエンジンはオイルを吹いた。
TAGポルシェのV6エンジンは2020年にコレクターが所有していたものがサザビーズのオークションに出品されたことがあり、そのエンジンロットナンバーの解析においてポルシェ博物館により本物であることが確認された。この個体は1984年4月にマクラーレンに納品されたもので、同一のエンジンが4シーズン後の1987年イタリアGP決勝でもプロストにより使用されていたことが明らかになっている。総走行距離は6,319kmだった。

#### エンジンスペック
- タイプ名 TAG TTE PO1[1]
- 型式 水冷V型6気筒
- バンク角 80°
- 排気量 1,496cc
- ボア×ストローク 82.0mm × 47.3mm
- ターボチャージャー KKK（Kühnle Kopp und Kausch）製ツインターボ
- 出力 960ps（予選時は1,060ps）/ 12,600rpm
- 重量 145kg
- 燃料 シェル

なお、当時のホンダF1総監督だった桜井淑敏によれば、前年までロータスのメインスポンサーだったJPSがスポンサーを降りた影響から、1986年末から1987シーズン開幕前にロータスとアイルトン・セナ及びホンダとの契約が一時宙に浮いた状態となっており、ロン・デニスがその間隙を突いてセナとホンダをまとめて獲得することを画策していたという。当時のロータスは、チーフデザイナーのジェラール・ドゥカルージュへの給料を支払えないほど資金的に困窮し、1987年に入ってもロータスとホンダの正式契約が結ばれない状況で、セナの決断次第では1987年に「マクラーレン＋ホンダ＋セナ」の組み合わせが実現する可能性があった（そのためヨハンソンとのドライバー契約も仮の状態であったという）。ただし、既にロータス・ホンダのマシン（ロータス・99T）がほぼ完成状態だったため、最終的に桜井とセナの話し合いの結果セナがロータス残留を決め、デニスの画策は失敗したが、このことはマクラーレンが翌年からホンダエンジンを獲得する伏線となった。

### ロン・デニスを怒らせたマイナートラブル
完璧主義者と言われるロン・デニス監督が「信じられない」とコメントをするマクラーレンらしからぬトラブルもあり、第6戦フランスでは入賞圏内5位を走っていたヨハンソンのマシンが残り5周でオルタネーターベルトが切れたためストップし、対策を施したはずの第8戦ドイツでもトップを走行し優勝目前のプロストのマシンで同様のトラブルが残り4周で発生し勝利を逃すというチーム側のエラーがあり、デニスが「つまらない原因で落としてしまった。安価なパーツの同じトラブルで勝利を逃すなんて、すごく恥ずかしいことだと思っている。」と異例のコメントを残した。
この年、マクラーレンはコンストラクターズランキング2位に終わった。獲得ポイント数も、137（9勝）を獲得したウィリアムズに対して、76（3勝）に留まった。

## シャシー履歴
MP4/3は5台が製造された。開幕戦のブラジルGPにはMP4/3-1からMP4/3-3までの3台が用意され、プロストがMP4/3-3、ステファン・ヨハンソンはMP4/3-2を使用し、MP4/3-1はスペアカーとされた。
第7戦イギリスGPで新シャシーMP4/3-4がプロスト用に用意された。
第10戦オーストリアGPでは、金曜日午前中のセッションでヨハンソンがコース上に飛び出したシカと時速240km/hで激突しクラッシュするアクシデントがあり、MP4/3-2は大きく破損した。ヨハンソンは事故後は旧プロスト車のMP4/3-3に乗り換え、マクラーレンチームは急遽MP4/3-1をイギリスから輸送した。ヨハンソンはMP4/3-1でレースに出走したが、スタート直後の多重クラッシュに巻き込まれMP4/3-1は破損したため、MP4/3-3に乗り換えて再スタートに臨んだ。MP4/3-2は修復されることはなかった。
MP4/3-1は修復されてテストチーム用に回され、次戦第11戦イタリアGPにはヨハンソン用に新シャシーMP4/3-5が用意された。
第14戦メキシコGPでは、ヨハンソンがスペアカーのMP4/3-3でレースに臨んだが、スタート直後にアロウズとロータスの中嶋悟のクラッシュで外れたタイヤホイールを避けきれずMP4/3-3が大破したため、日本GPではMP4/3-1が再度スペアカーとして使用された。
1988年シーズンに向けたホンダエンジンのテスト用に、1台が改造され、この車体はMP4/3Bと呼ばれた。MP4/3Bは更に2台が新造され、3台が翌シーズンに向けてのテストに使用された。

## レース戦績
| 年   | マシン | タイヤ | No. | ドライバー | 1            | 2              | 3            | 4          | 5                  | 6            | 7            | 8          | 9              | 10               | 11           | 12             | 13           | 14           | 15       | 16                 | ポイント | ランキング |
| ---- | ------ | ------ | --- | ---------- | ------------ | -------------- | ------------ | ---------- | ------------------ | ------------ | ------------ | ---------- | -------------- | ---------------- | ------------ | -------------- | ------------ | ------------ | -------- | ------------------ | -------- | ---------- |
| 1987 | MP4/3  | G      |     |            | ブラジルの旗 | サンマリノの旗 | ベルギーの旗 | モナコの旗 | アメリカ合衆国の旗 | フランスの旗 | イギリスの旗 | ドイツの旗 | ハンガリーの旗 | オーストリアの旗 | イタリアの旗 | ポルトガルの旗 | スペインの旗 | メキシコの旗 | 日本の旗 | オーストラリアの旗 | 76       | 2位        |
| 1987 | MP4/3  | G      | 1   | プロスト   | 1            | Ret            | 1            | 9          | 3                  | 3            | Ret          | 7          | 3              | 6                | 15           | 1              | 2            | Ret          | 7        | Ret                | 76       | 2位        |
| 1987 | MP4/3  | G      | 2   | ヨハンソン | 3            | 4              | 2            | Ret        | 7                  | 8            | Ret          | 2          | Ret            | 7                | 6            | 5              | 3            | Ret          | 3        | Ret                | 76       | 2位        |

- 太字はポールポジション、斜字はファステストラップ